# 蒋俊
蒋俊（3世纪？—300年2月6日），晉朝太子司马遹的宠妾，被封为美人、保林。為司马遹三子司马虨、司马臧、司马尚的生母。司马遹因不满妻子王惠风姿貌稍逊，对妻子冷落，而宠爱姬妾。
元康九年（299年）十二月，皇后贾南风打算废掉司马遹，召司马遹入朝，命婢女陈舞赐酒灌醉他。贾后派黄门侍郎潘岳作文章，让酒醉的司马遹照著书写，文章的内容是逼迫父亲晋惠帝和嫡母贾南风自杀，由其母亲谢玖做内应，自己夺权、蒋俊为皇后，司马虨为王。司马遹写好后，贾后通过此事废司马遹为庶人。十二月三十，司马遹及三个儿子司马虨、司马臧、司马尚都被关到金镛城；司马遹的岳父王衍连忙宣布离婚，太子妃王惠风痛哭而归。蒋俊和谢玖都被以谋逆之罪杖杀。